# Vargen, Huddinge

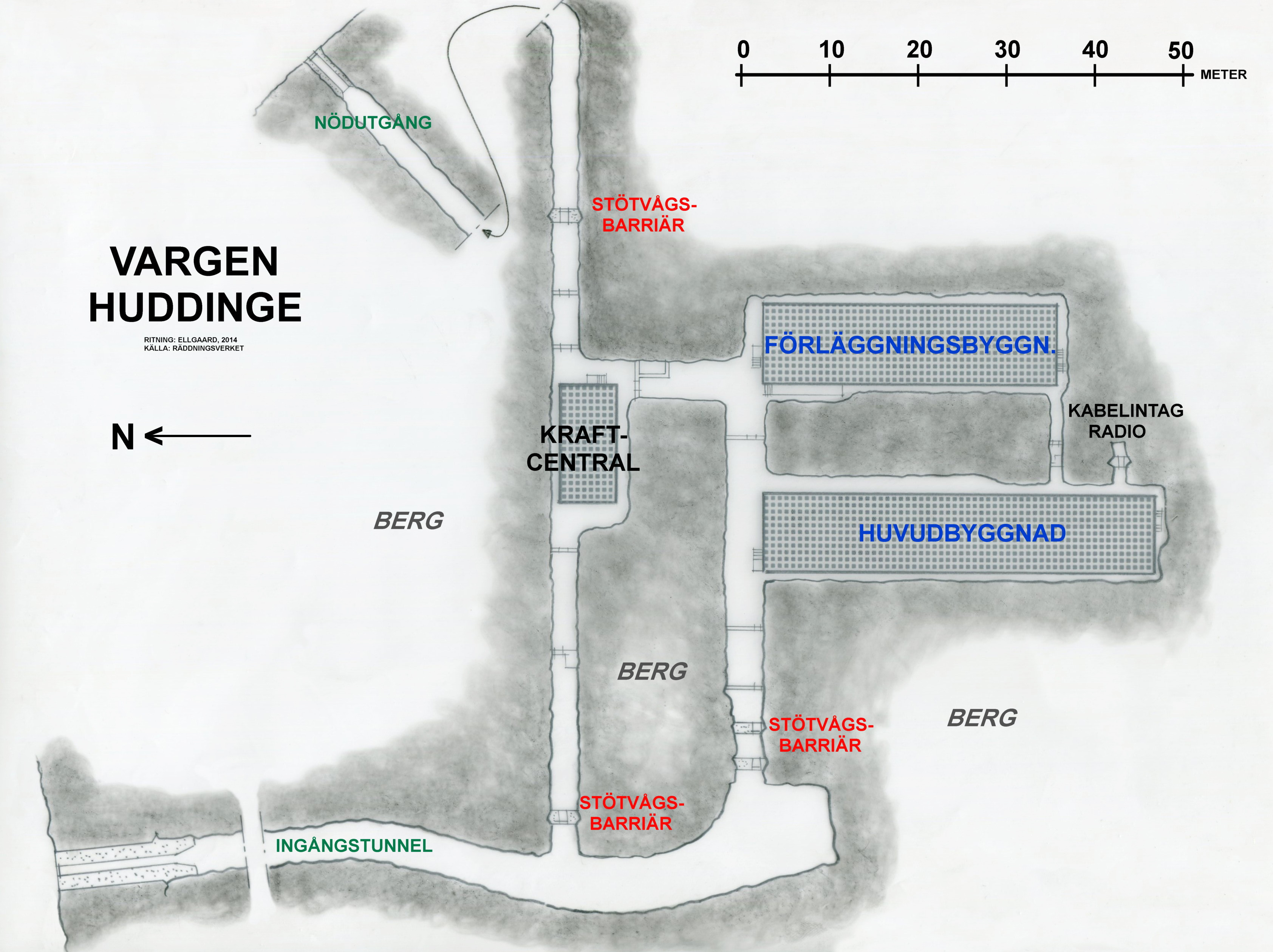
Ledningscentralen "Vargen", Huddinge kommun, ritning.

Vargen var en hemlig, atombombssäker ledningscentral och civilförsvarsanläggning i Lissma i Huddinge kommun. Vargen ligger vid Vargens väg 1, insprängd i ett bergrum med plats för 200 personer. Den 3 300 m² stora anläggningen byggdes 1977–1978 och var tänkt att fungera som ledningscentral och skyddsrum för Stockholms stads och Huddinges kommunledningar i händelse av ett krigsutbrott.
Vargen är tagen ur bruk sedan 1997 och övertogs år 2008 av Stockholms fastighetskontor som sålde fastigheten till ett privat företag. År 2014 byggdes anläggningen om till datahall. Norr om Stockholm finns en liknande, nästan identisk anläggning, Elefanten i Sollentuna kommun. I motsats till Vargen ägs Elefanten sedan 2017 av Försvarsmakten och är moderniserad.

## Bakgrund

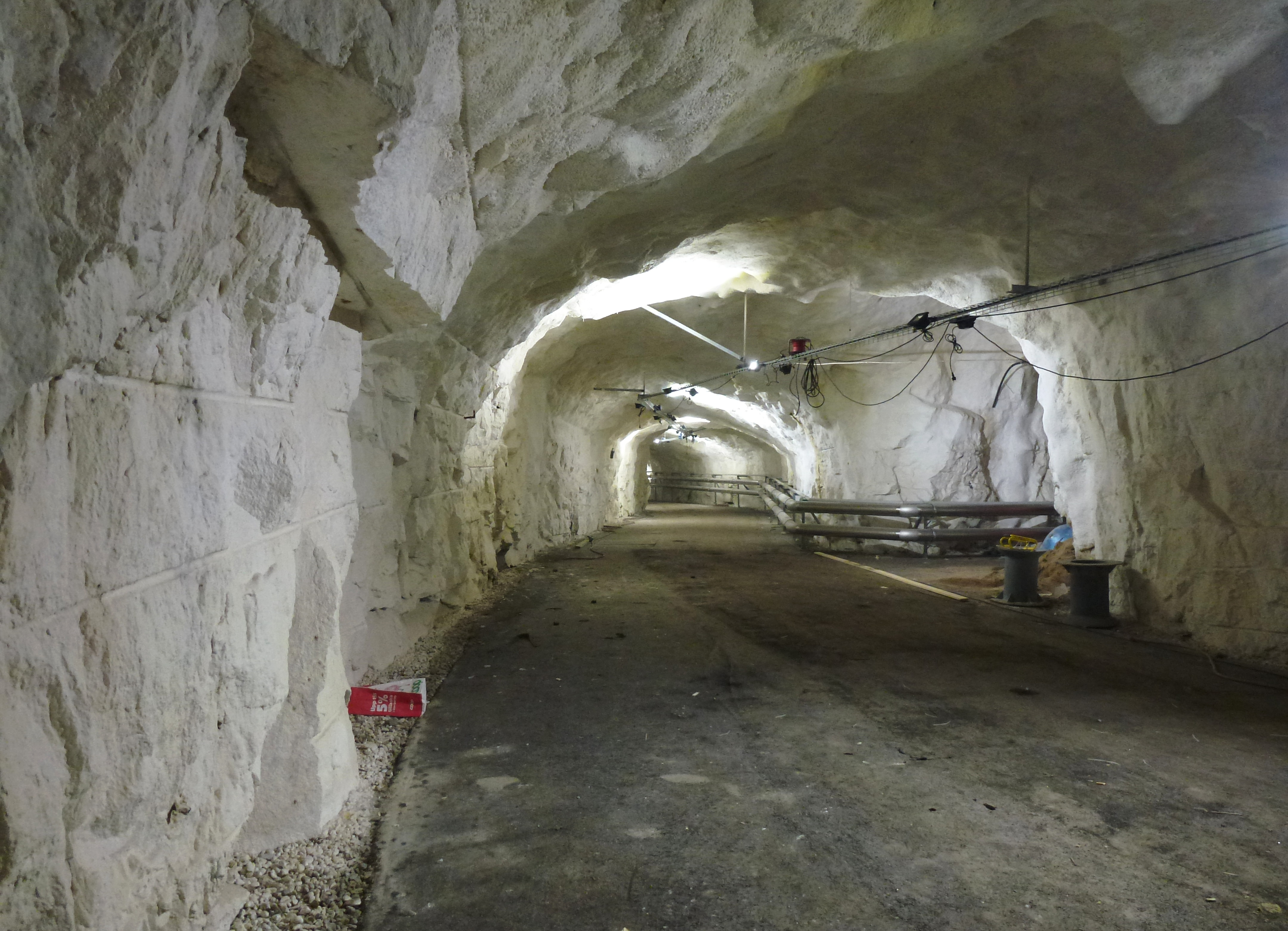
Vargens ingångstunnel.

I en kris- eller krigssituation skulle ledning och samordning av det civila samhället skötas från speciella civilförsvarsanläggningar byggda i skyddande bergrum och lokaliserade till städernas utkanter. Här var det tänkt att representanter från kommunen, sjukvården och räddningstjänsten skulle arbeta. För att skydda viktiga samhällsfunktioner uppfördes fullträffsäkra anläggningar som också skulle klara anfall med kemiska vapen och kärnvapen, dock inte direktträff av en atombomb. Storlek på anläggningen berodde på kommunens storlek. Några ledningscentraler förlades i berg, andra låg i ett normalt skyddsrum, exempelvis under kommunalhuset eller en brandstation. I nästan varje kommun inrättades en ledningscentral, exakt hur många som byggdes är oklart.
Norr och söder om Stockholm byggdes två nästan identiska anläggningar, Elefanten i Sollentuna kommun, respektive Vargen i Huddinge kommun. Att Elefanten och Vargen utfördes identiska berodde på att krisledningen i en krigssituation skulle kunna flyttas problemfritt mellan anläggningarna och där direkt ”känna igen sig”. Vargen och Elefanten skiljer sig bara beträffande byggnadernas placering inne i bergrummen. I Södertälje fanns en något mindre anläggning som kallades Tordyveln (numera tömd och stängd). Huvudcentraler fick namn efter djur och underordnade centraler, så kallade framskjutna enheter (FE) uppkallades efter växtnamn, exempelvis Krokusen på Kungsholmen, Maskrosen vid Östra Real, Liljan vid Brommaplan, Nässlan i Midsommarkransen och Pionen på Södermalm. Under 1970-talet fanns elva framskjutna enheter i Stockholm, varav sex var belägna i bergrum.

## Anläggningsbeskrivning

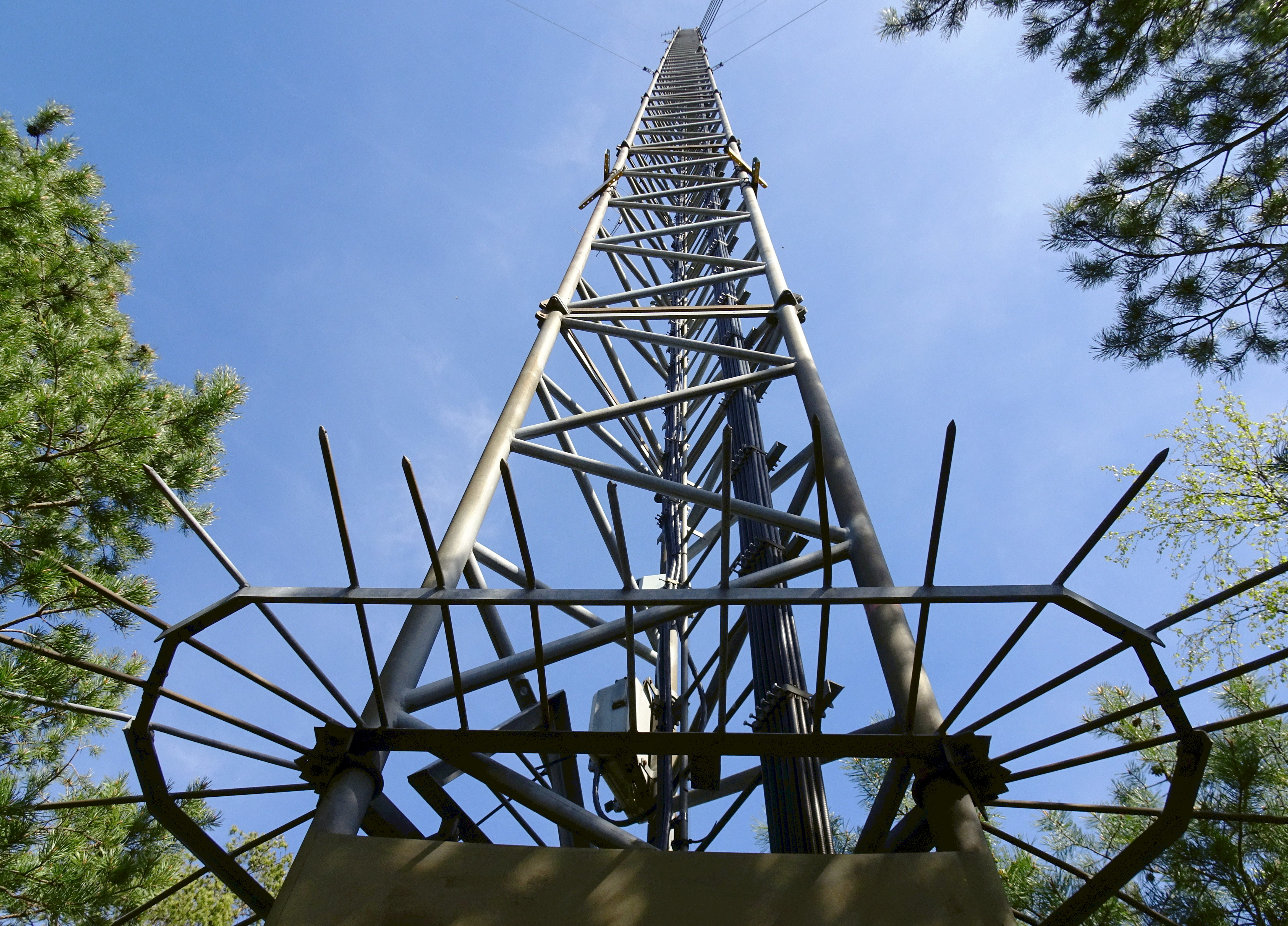
Radiomast på berget ovanför.

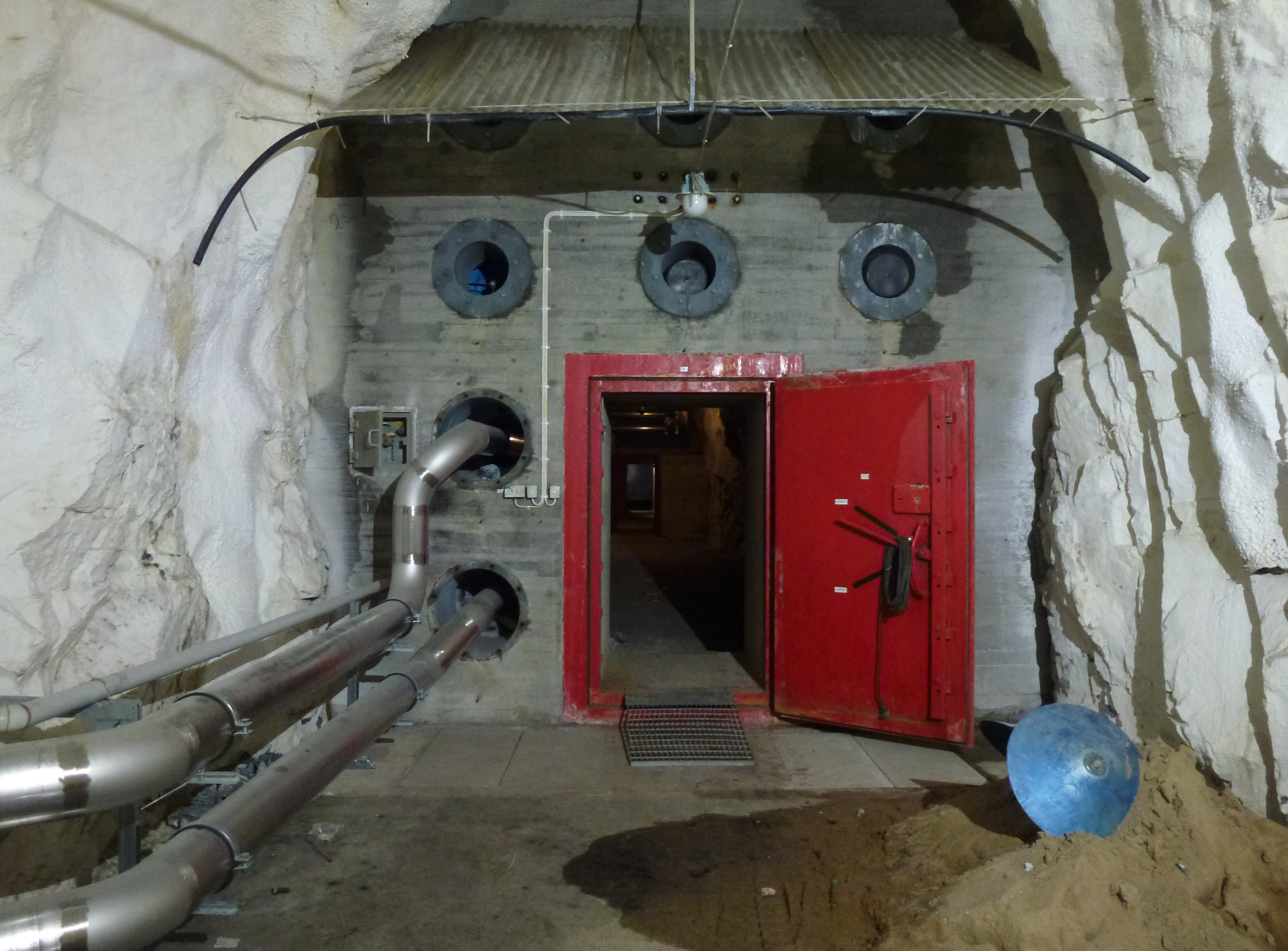
Stötvågsbarriär i ingångstunneln, mars 2014. Rörledningarna till vänster är nutida.

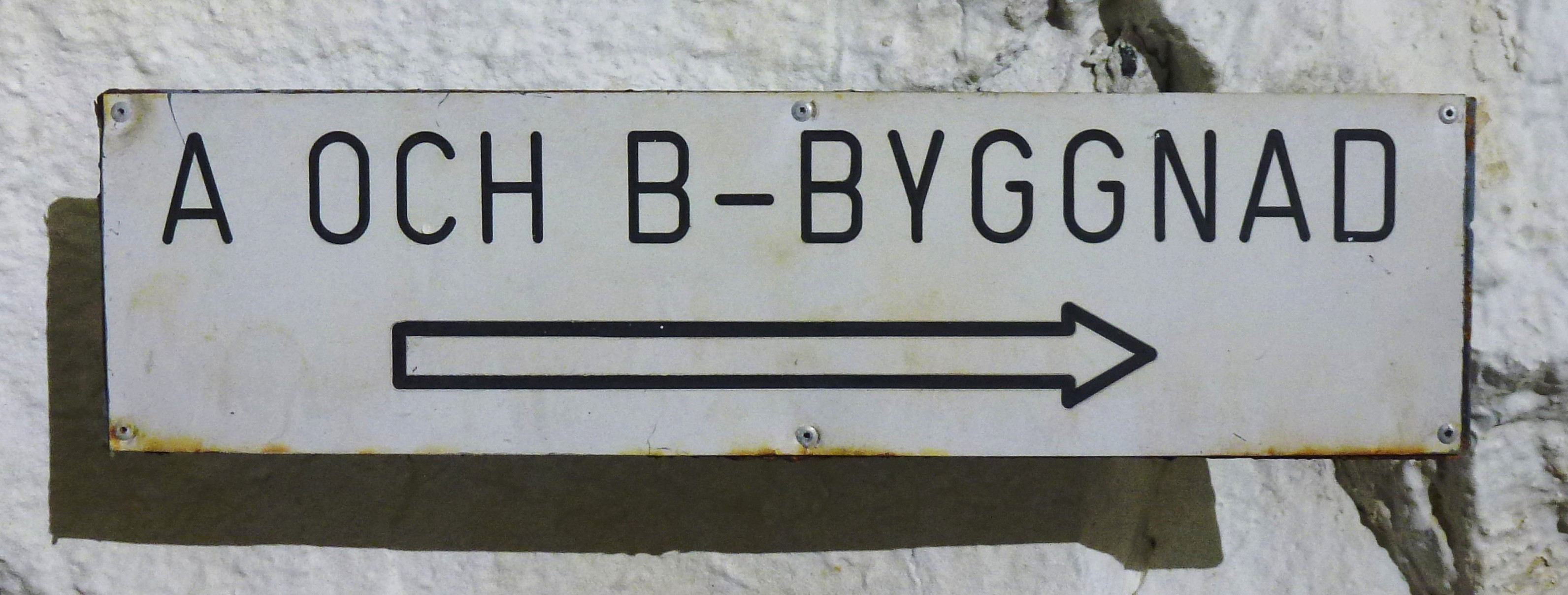
Till byggnad A och B.

Vargen och Elefanten projekterades av dåvarande Räddningsverket. Kostnaderna är inte kända, men betalades av statsmedel. Anläggningen i Huddinge är byggd under åren 1977-1978, alltså i direkt anslutning till Elefanten. Arbetet började med att spränga ut tre bergrum i vilka varsin byggnad placerades, hus A (huvudbyggnad), hus B (förläggningsbyggnad) och hus E (kraftcentral). Husen består av en betongstomme med två våningar. För att undvika att en elektromagnetisk puls (EMP), som bland annat uppstår vid kärnvapenexplosioner, skulle skada elektrisk utrustning, kläddes samtliga byggnader på utsidan (inklusive undersidan och taket) med helsvetsade stålplattor. Även kabelintag och ingångsöppningarna utformades på ett speciellt sätt för att undvika EMP.
För att kompensera vibrationer i berget, efter exempelvis en kraftig explosion, placerades huskropparna på dämpande fjädrar och fritt från väggarna i bergrummen. Med dessa åtgärder förfogade Vargen över ett skydd mot fullträff av 250 kg konventionell flygbomb, gasskydd, radiakskydd, EMP-skydd och stötvågsskydd mot kärnvapenexplosion som motsvarar 3 atö (tre gånger atmosfärens övertryck). För en direktträff av kärnvapen fanns dock inget skydd.
Vargens inre kan nås respektive lämnas via två bergtunnlar: en cirka 50 meter lång ingångstunnel och en lika lång nödutgångstunnel. Båda fungerar även som till- och frånluftskanaler. Varje tunnel avgränsas med stötvågsbarriärer och gasslussar mot bergrummets inre delar. Huvudtunneln avslutades med en tryckvågsficka som dämpade stötvågen. Mellan stötvågsbarriären och gasslussen fanns ett saneringsrum med duschar där personer som har utsatts för olika biologiska och kemiska stridsmedel kunde sanera sig innan de fortsatte in i byggnaden. En mindre tunnel utgående från hus A innehöll kabelintaget från radiomasten, som står på berget över anläggningen och är det enda synliga tecknet som avslöjar Vargens läge.
I hus A fanns bland annat ordersalen varifrån ledningsarbetet organiserades. Fram till 1997 sändes härifrån testsignalen för flyglarm, viktigt meddelande till allmänheten, liksom från Elefanten eller en lokal på Södermalm. I hus A låg även ett litet beredningskök för att laga mat på torrvaror, som skulle räcka till sex dagars skyddsdrift. Meningen var att maten skulle levereras från en skolbespisning ovan mark. Vistelsen i anläggningen skulle endast vara några dagar innan man var tvungen att ta sig ut igen. I hus B låg bland annat sovsalar, hygienrum och sällskapsrum samt en komplett utrustad verkstad. Sovsalarna hade totalt 120 sängplatser som räckte till 200 personer eftersom arbetet i ledningscentralen skulle ske i 12-timmarsskift. I hus E inrymdes kraftcentralen där ett reservkraftaggregat kunde producera egen elkraft. Här låg även Vargens ventilationsanläggning, en kylanläggning och en varmvattenberedare. Dricksvatten kunde tas från egen djupborrad brunn.

## Bilder, konstruktion

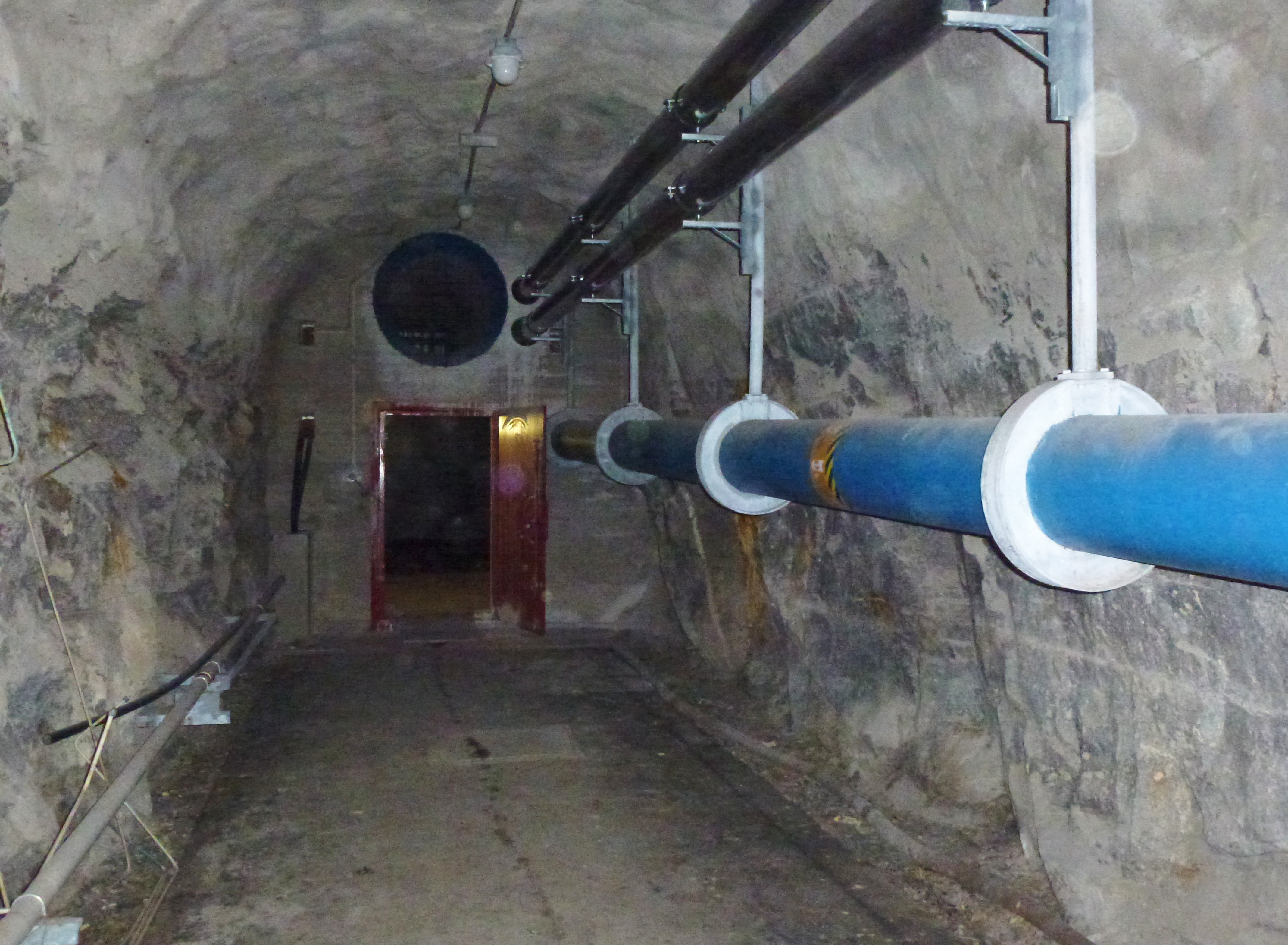
Nödutgångstunneln
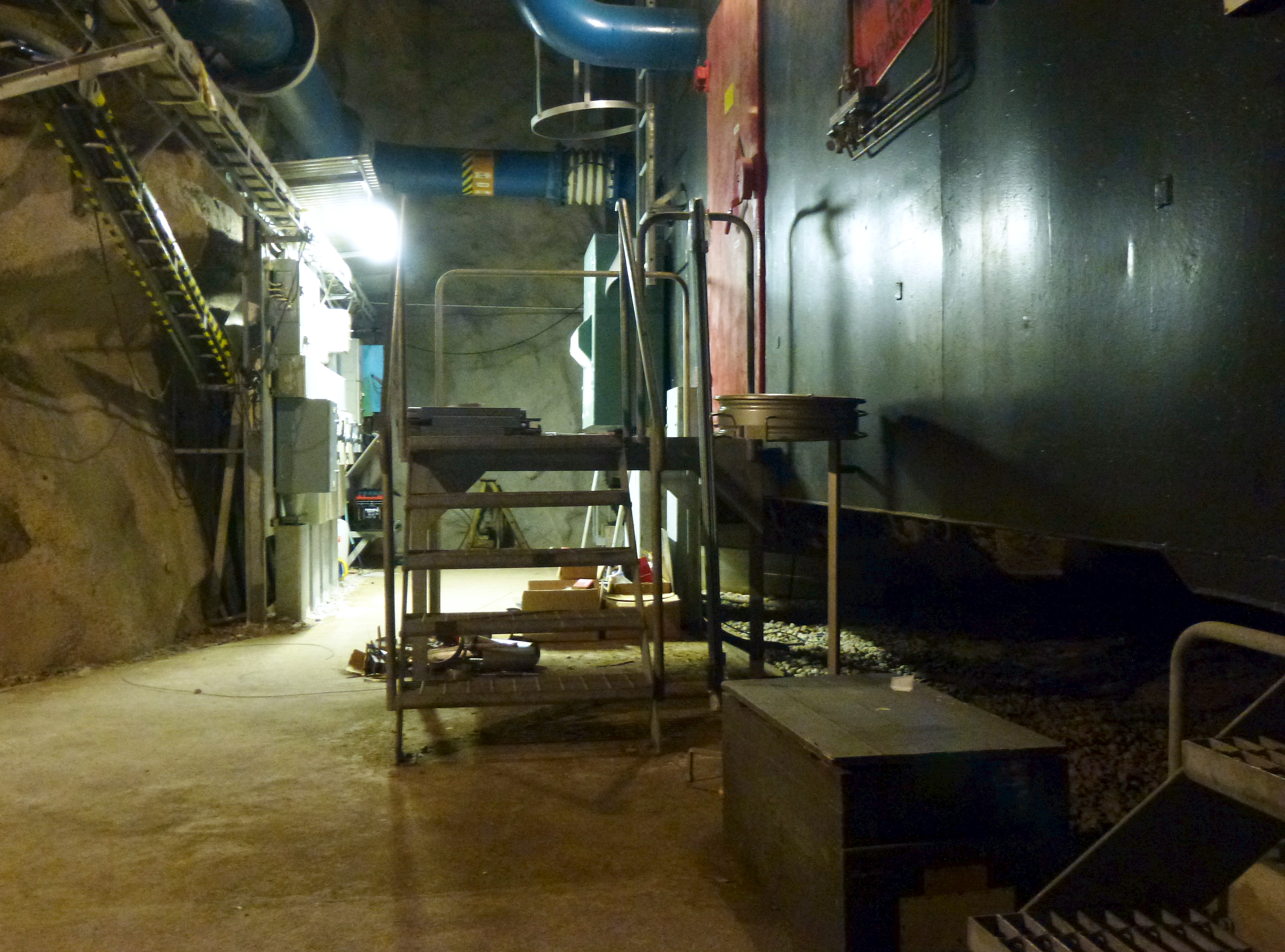
Hus A, utsidan
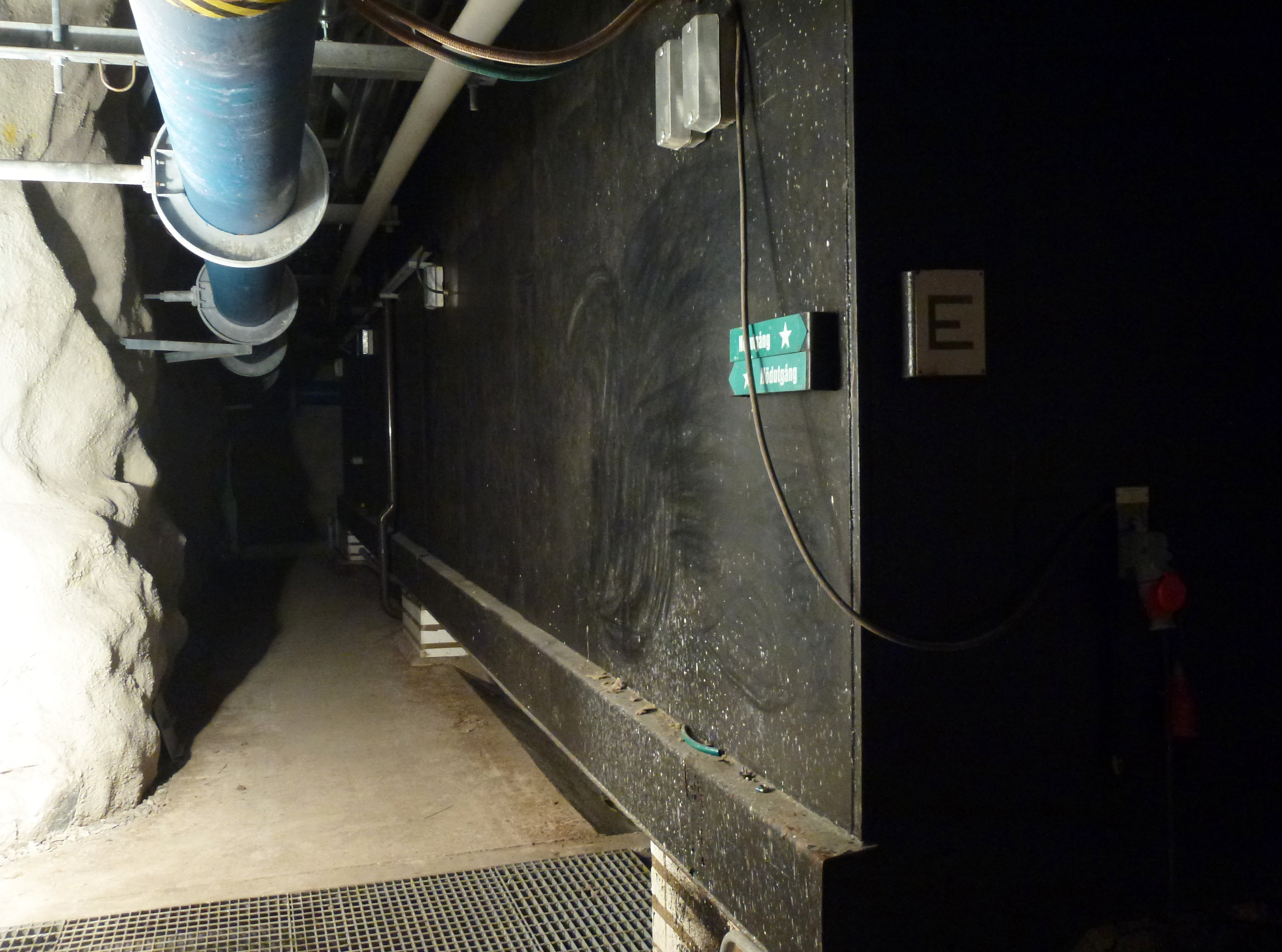
Hus E, utsidan
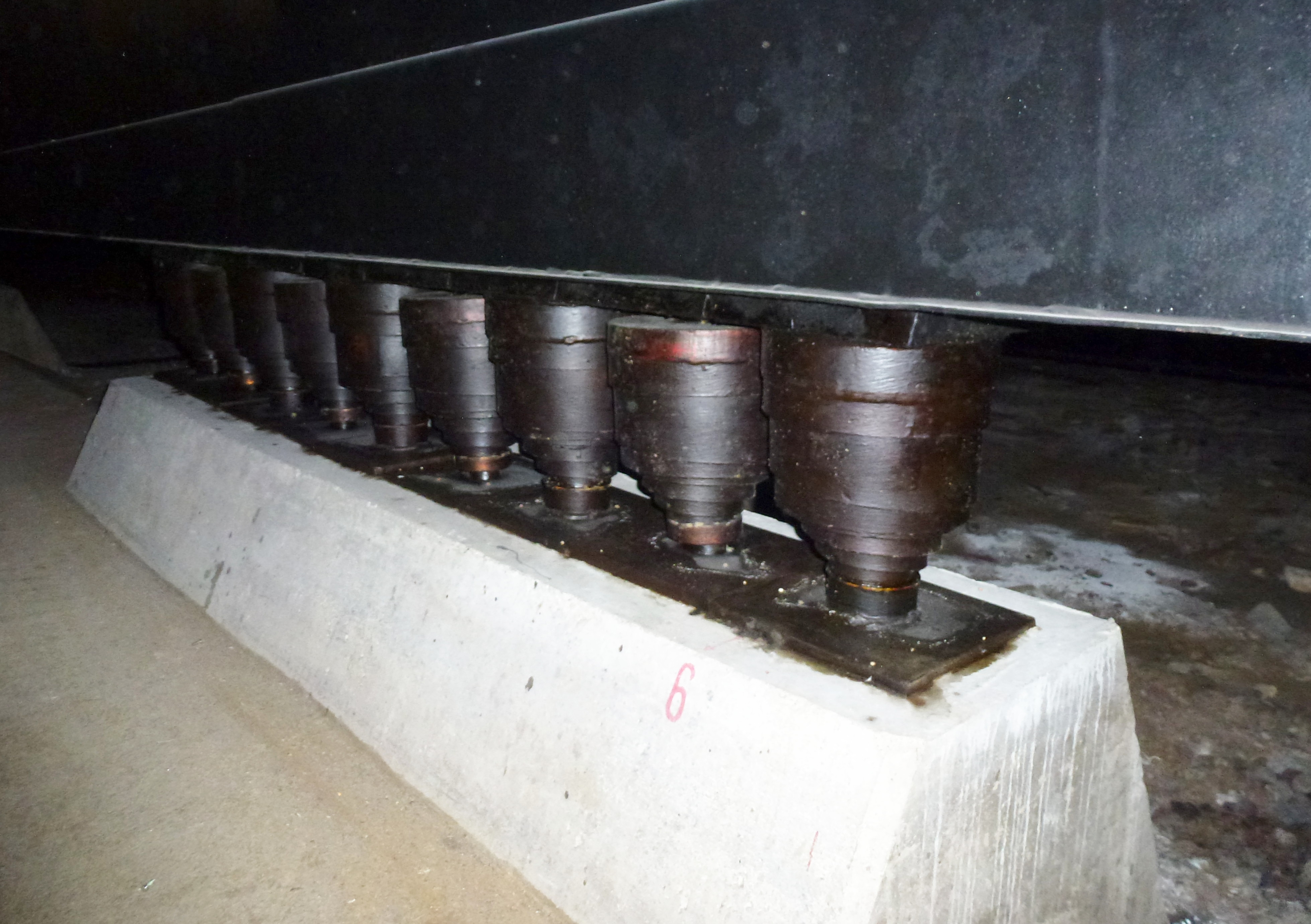
Dämpfjädrar under hus A

## Interiören
Under våren 2014 byggdes Vargen om för att inrymma en datahall. Delar av den ursprungliga dispositionen och inredningen, särskild i hus A, fanns fortfarande kvar i mars 2014. Färgsättningen i huvudbyggnaden och förläggningsbyggnaden utfördes i klara färger, övervägande i orange, blått och vitt. Kulörerna valdes mycket medvetet för att skapa en lugn och trevlig miljö. I vissa rum målades en ”horisont” på väggen vilken skulle associera till ett landskap. I en av matsalarna målades den övre delen i blå kulör vilket skulle påminna om himlen. I en annan matsal målades istället den undre delen grön, som ”gröna ängar”. Färger användes dessutom som koder för rummens funktion och för att underlätta orienteringen. Möbleringen var enkelt och funktionellt med tydlig 1970-talskaraktär. Den tekniska utrustningen härrörde från slutet av 1970-talet och har aldrig moderniserats. Över borden i uppehållsrummen märks gula pendelarmaturer, kallade "Hinken", som är idag en designklassiker, formgiven år 1970 av Per Sundstedt för Kosta Lampan.

## Bilder, hus A interiör

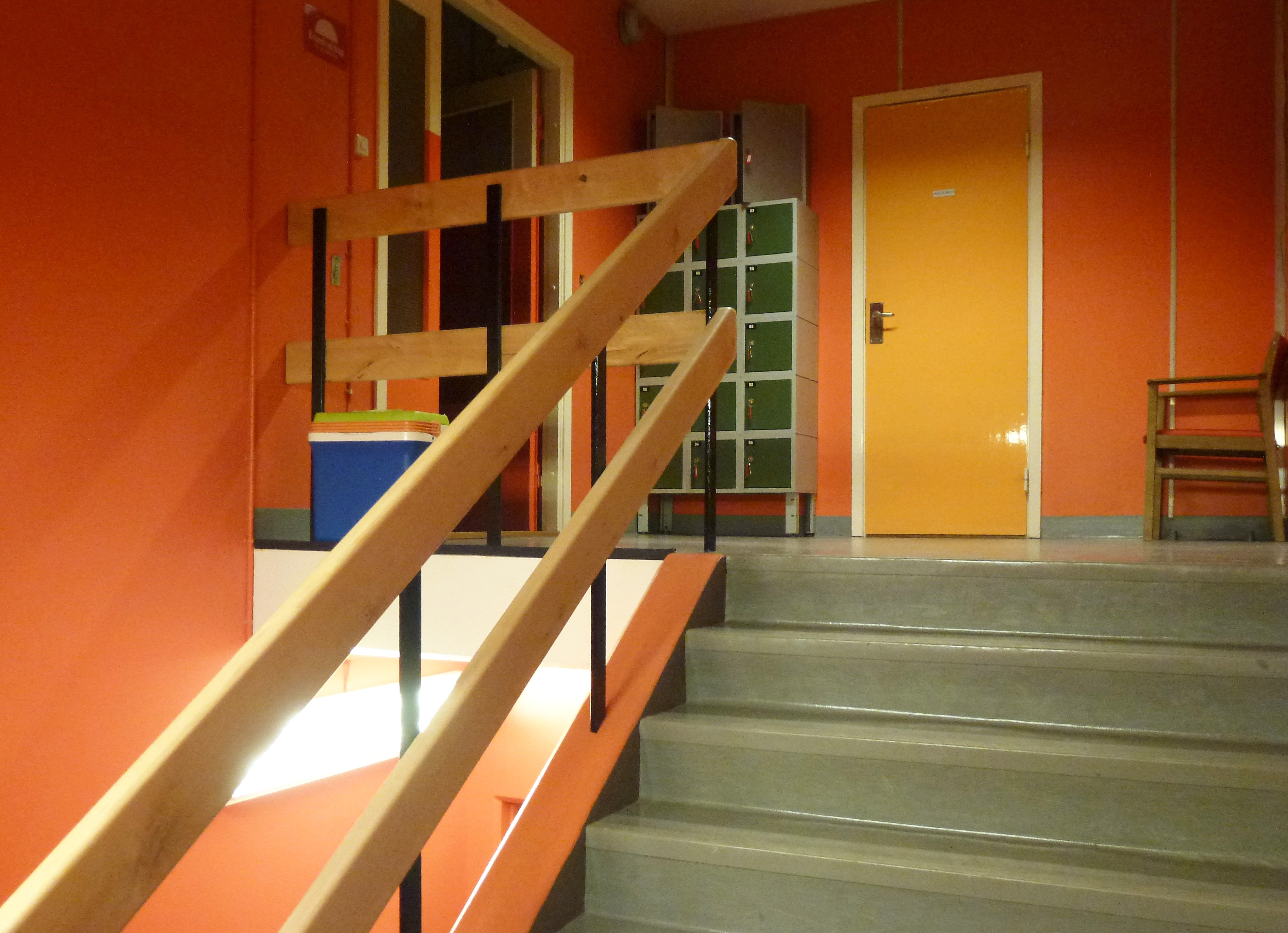
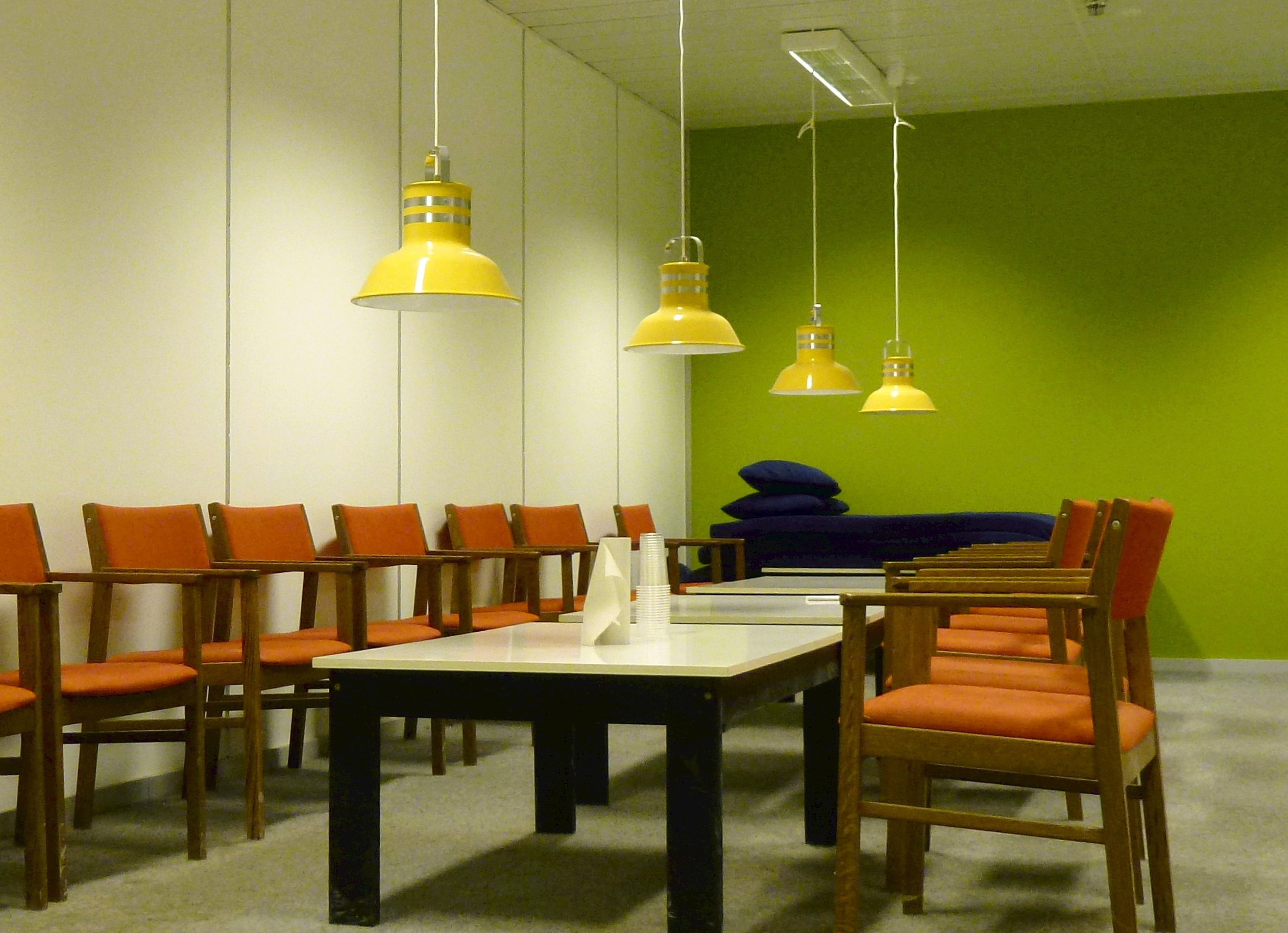
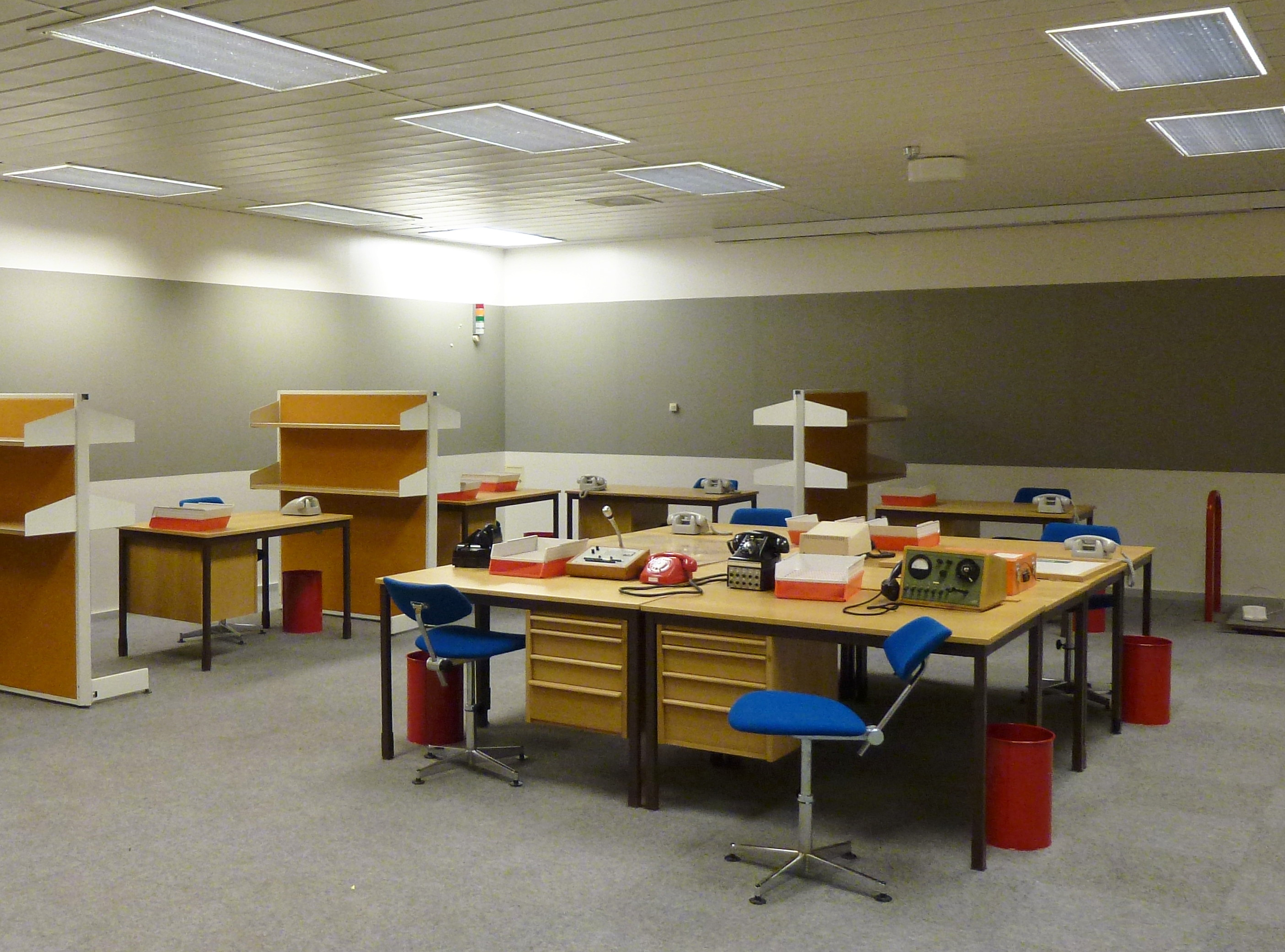
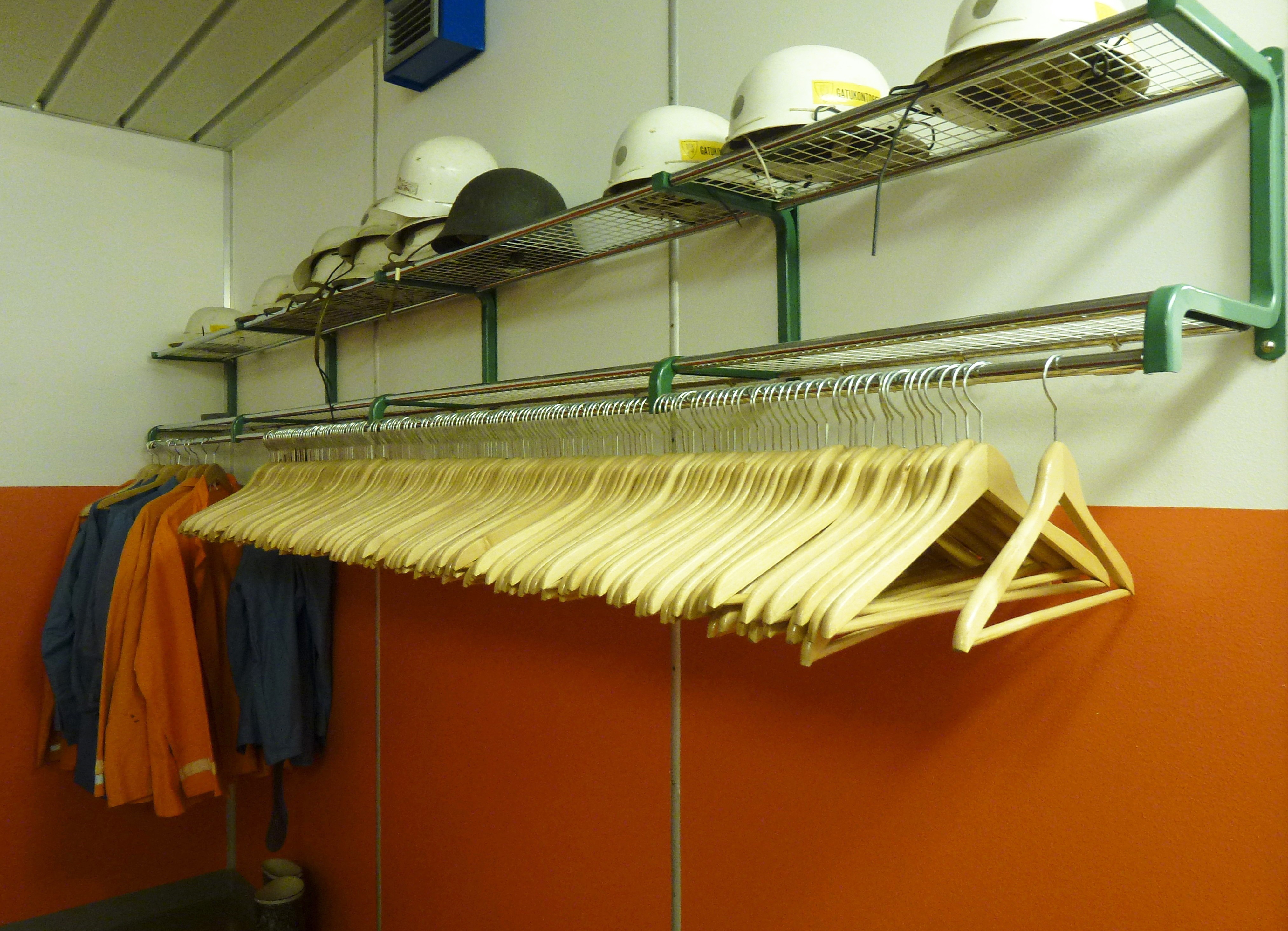
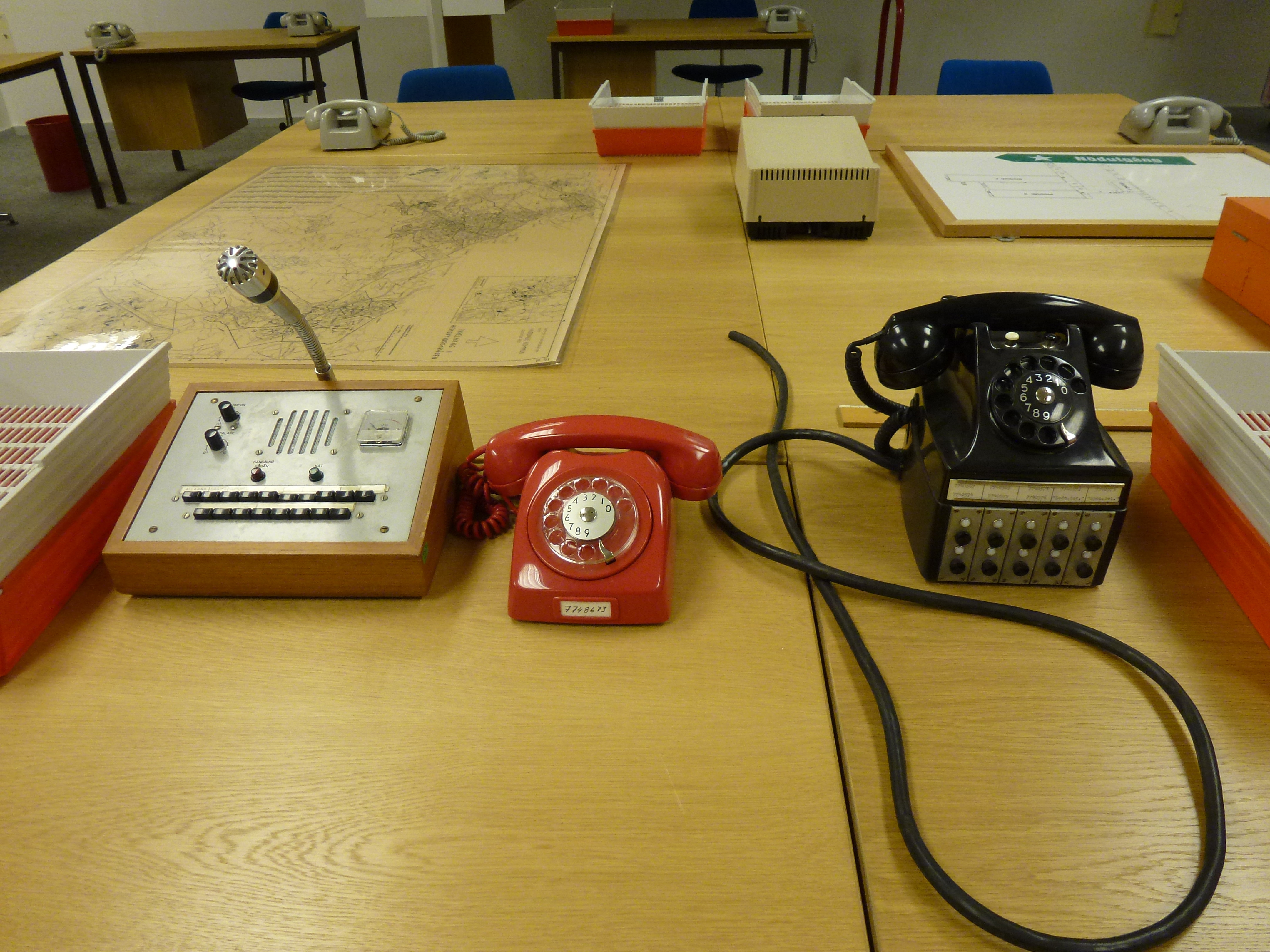
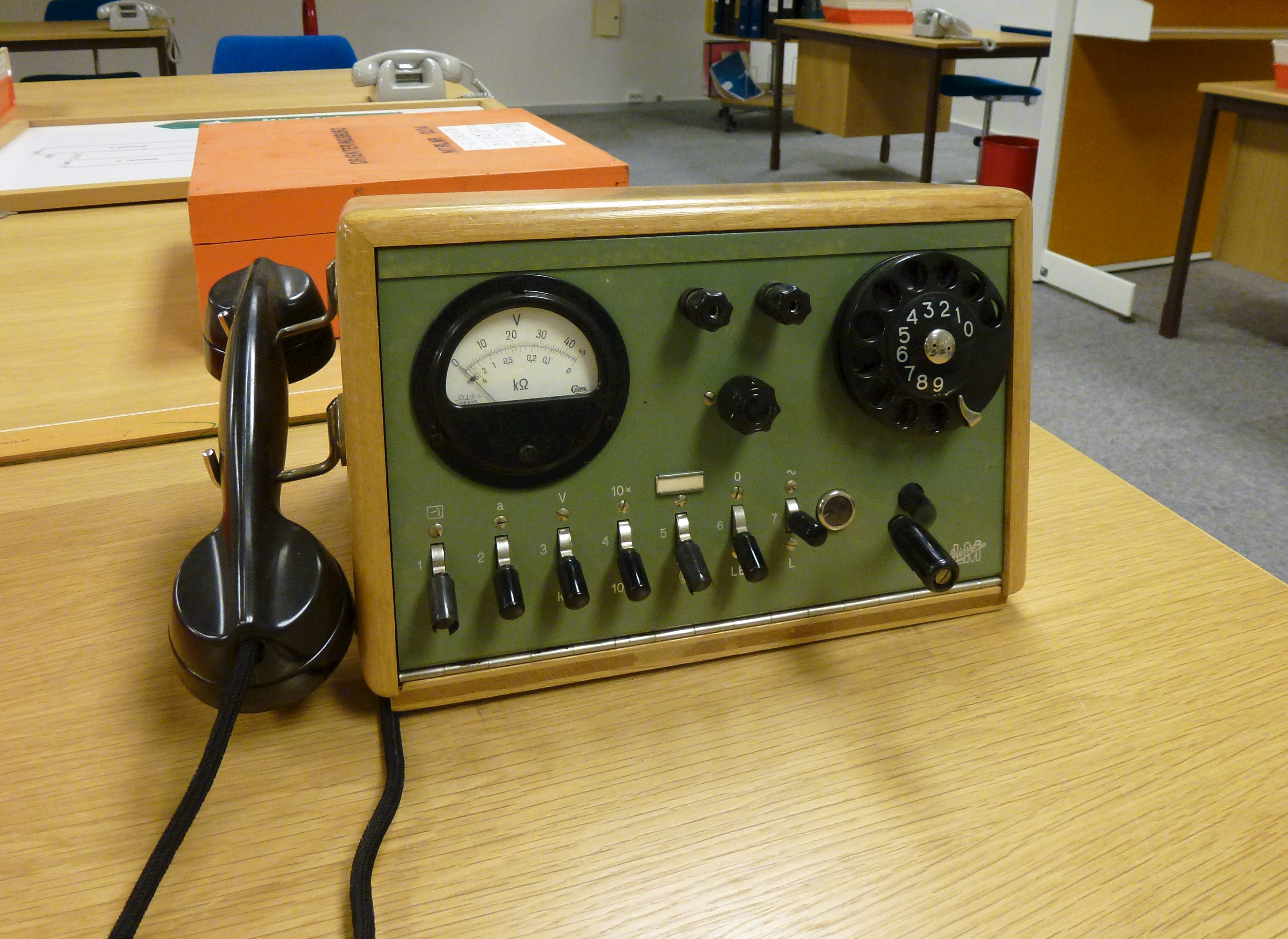
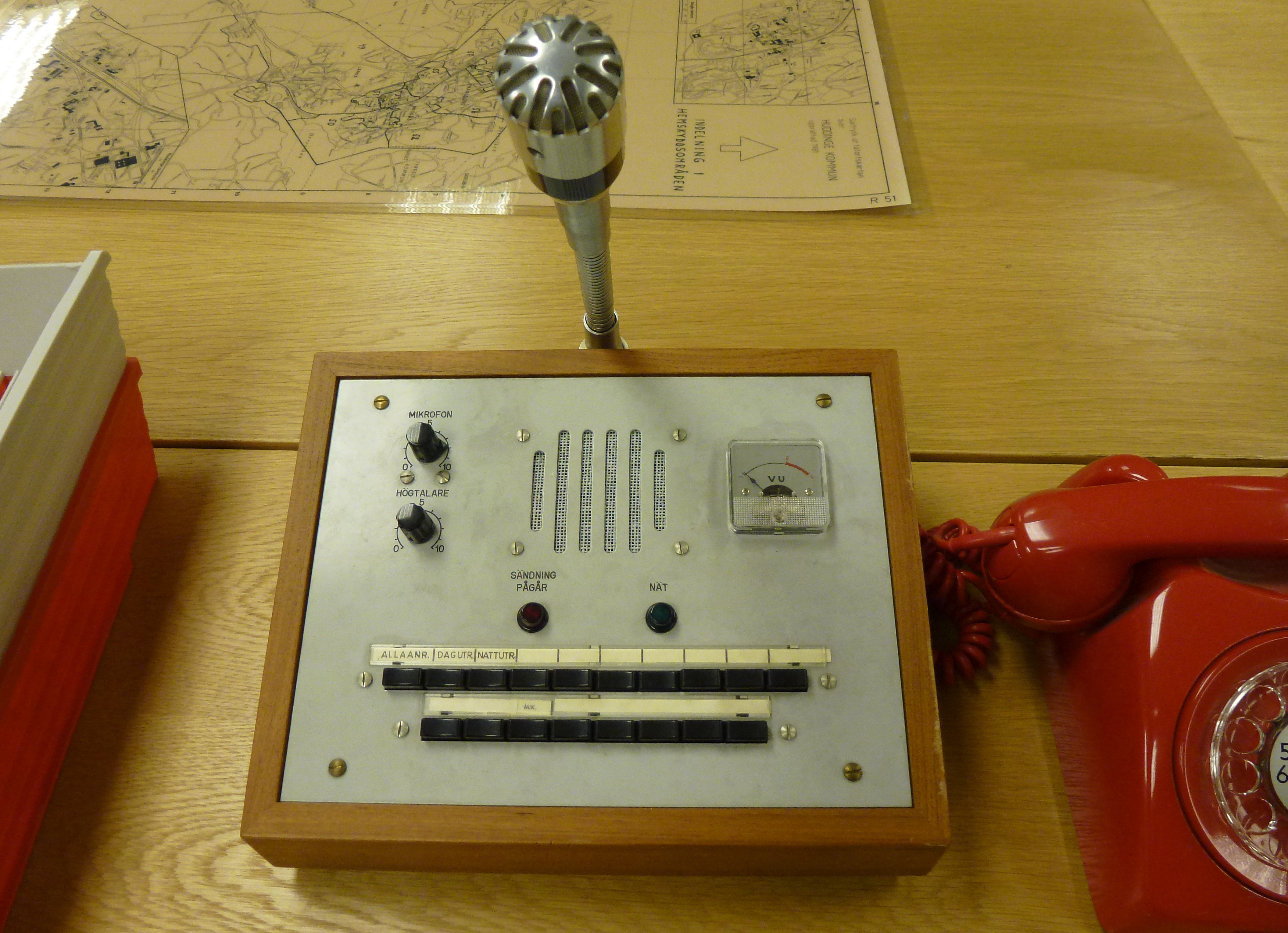
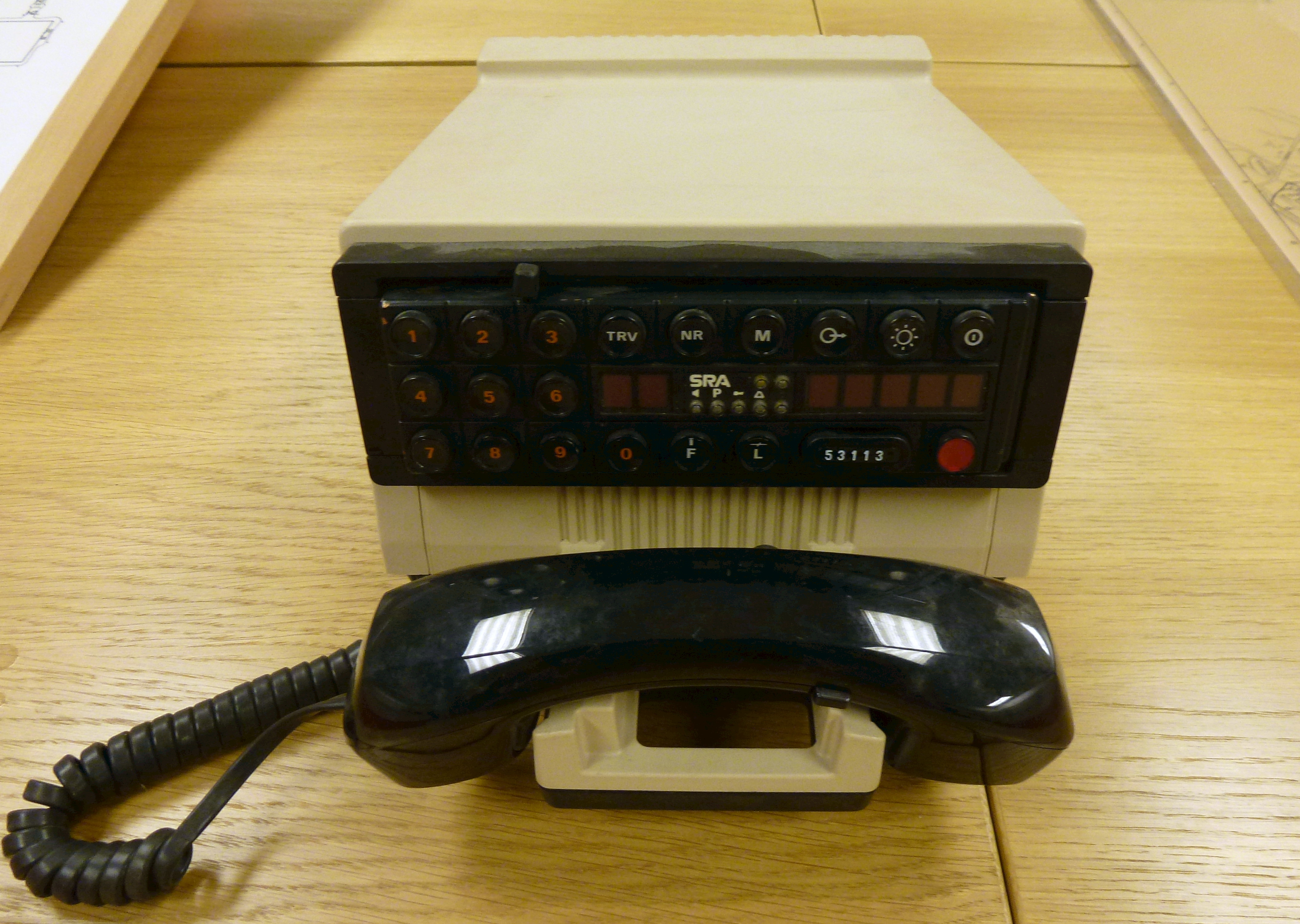

## Referenser

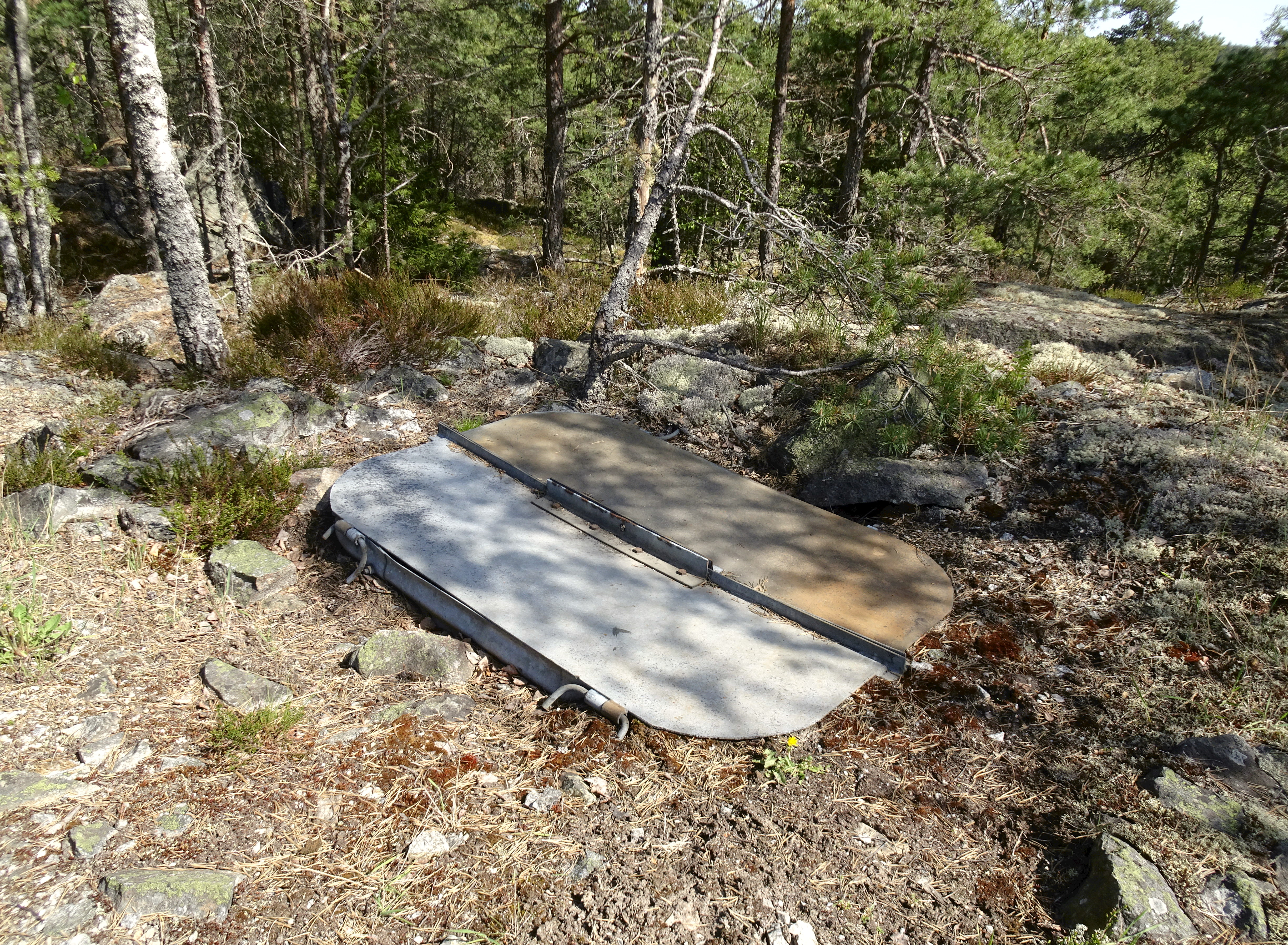
En nödutgångslucka avslöjar Vargens läge i norra delen av Paradisets naturreservat.